# Gregory Nagy
Pour les personnes ayant le même patronyme, voir Nagy.
Gregory Nagy (nom prononcé nɒɟ, « nadj »), né en 1942, est un helléniste américain, professeur d'études antiques à l'Université Harvard, dans le Massachusetts, aux États-Unis. C'est un spécialiste d'Homère et de la poésie grecque archaïque, connu pour son travail dans le prolongement de la théorie de l'oralité élaborée par Milman Parry et Albert Lord pour expliquer la composition de l’Iliade et de l’Odyssée. L'ouvrage qui l'a fait connaître est Le Meilleur des Achéens, publié en 1979.

## Biographie
Gregory Nagy est né en 1942 à Budapest, en Hongrie. Il fait ses études à l'Université d'Indiana, puis à l'Université Harvard, où il soutient un Ph.D en 1966. Il enseigne ensuite à la Johns Hopkins University, puis à l'Université Harvard. En 1979, Gregory Nagy publie The Best of the Achaeans. Concepts of the Hero in Archaic Greek Poetry (Le Meilleur des Achéens. La fabrique du héros dans la poésie grecque archaïque), qui explore la composition et l'esthétique de la poésie archaïque grecque. Ce livre lui vaut le Goodwin Award of Merit de l'American Philological Association. En 1984, Nagy est nommé Professeur Francis Jones de littérature grecque ancienne (Francis Jones Professor of Classical Greek Literature) et professeur de littérature comparée (Professor of Comparative Literature) à l'Université Harvard. Depuis 1999, il est, avec Stephen Mitchell, conservateur de la Milman Parry Collection of Oral Literature. Depuis 2000, il est directeur du Harvard Center for Hellenic Studies. Gregory Nagy a enseigné dans de nombreuses universités américaines et européennes.

## Publications
Gregory Nagy est l'auteur de nombreux livres et articles, réalisés seuls ou en collaboration avec d'autres chercheurs. Il est également directeur de plusieurs collections d'ouvrages consacrés à la mythologie et à des approches interdisciplinaires de la Grèce antique. La liste ci-dessous n'est pas exhaustive.

### Ouvrages
- Greek Dialects and the Transformation of an Indo-European Process, Harvard University Press, 1970
- Comparative Studies in Greek and Indic Meter, Harvard University Press, 1974
- The Best of the Achaeans. Concepts of the Hero in Archaic Greek Poetry, Johns Hopkins University Press, 1979, nouvelle édition en 1998 
  - trad.: Le Meilleur des Achéens. La fabrique du héros dans la poésie grecque archaïque, traduction de Nicole Loraux et Jeannie Carlier, Seuil, 1994
- Pindar's Homer: The Lyric Possession of an Epic Past, Johns Hopkins University Press, 1990
- Greek Mythology and Poetics, Cornell University Press, 1990
- Homeric Questions, University of Texas Press, 1996
- Poetry as performance. Homer and beyond, Cambridge University Press, 1996
  - trad.: La poésie en acte : Homère et autres chants, coll. « L'Antiquité au présent », Belin, Paris, 2000
- Greek Literature, Taylor and Francis, London, 2001
- Plato's Rhapsody and Homer's Music : The Poetics of the Panathenaic Festival in Classical Athens, Harvard University Press, 2002
- Homeric Responses, University of Texas Press, 2003
- Homer's Text And Language, University of Illinois Press, 2004

### Ouvrages en collaboration
- Victor Bers et Gregory Nagy (éd.), The Classics In East Europe: From the End of World War II to the Present, American Philological Association Pamphlet Series, 1996
- Nicole Loraux, Gregory Nagy, L. Slatkin (éd.), Postwar French Thought vol. 3, Antiquities, New Press, 2001

### Ouvrages de Gregory Nagy disponibles en ligne
- (en) Comparative Studies in Greek and Indic Meter, Harvard University Press, 1974, sur Stoa.org
- (en) Pindar's Homer: The Lyric Possession of an Epic Past, Johns Hopkins University Press, 1990, sur le site de l'Université Johns-Hopkins
- (en) Homeric Questions, University of Texas Press, 1996, sur Stoa.org
- (en) The Best of the Achaeans: Concepts of the Hero in Archaic Greek Poetry, Revised Edition, Johns Hopkins University Press, 1998, sur le site de l'Université Johns-Hopkins